# Saint Croix Island

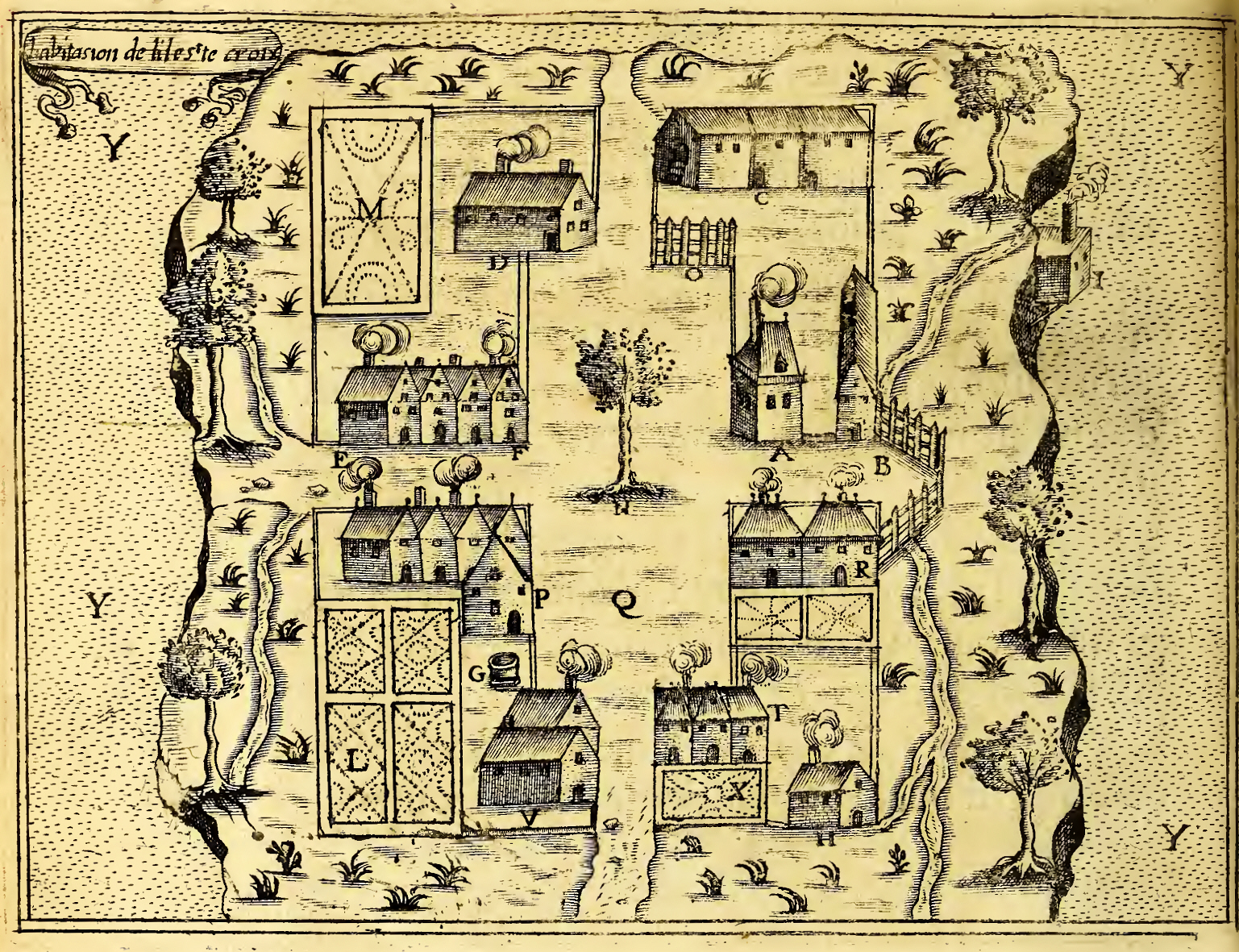
Byggnader på Saint Croix Island cirka 1613.

Saint Croix Island eller Dochet Island är en liten obebodd ö belägen i belägen i Saint Croixfloden i Washington County i delstaten Maine i USA, nära gränsen till Kanada. Ett tidigt försök till fransk kolonisering gjordes på ön i början av 1600-talet.